# Lianlorikit
Lianlorikit (Charmosyna josefinae) är en fågel i familjen östpapegojor inom ordningen papegojfåglar.

## Utseende och läte
Lianlorikit är en medelstor och långstjärtad lorikit. Huvudet är rött, liksom bröstet, medan ryggen är grön. En bred svart linje syns runt huvudets baksida. Stjärten är gul undertill och på spetsen. Arten liknar felorikiten, men lianlorikiten är tydligt större , har en mörk fläck på buken och saknar streckning på bröstet. Lätet är ett ljust ringande "srik!".

## Utbredning och systematik
Lianlorikit förekommer på Nya Guinea och delas in i tre underarter med följande utbredning:
- C. j. josefinae – bergstrakter på västra Nya Guinea (från Vogelkop till Snow Mountains)
- C. j. cyclopum – Cyclops-bergen (västra Nya Guinea)
- C. j. sepikiana – från Sepik River och de västra högländerna till berget Mount Bosavi

## Levnadssätt
Lianlorikit hittas i skogar i lägre bergstrakter. Där ses den i par eller smågrupper på jakt efter blommande träd. 

## Status och hot
Arten har ett stort utbredningsområde, men tros minska i antal, dock inte tillräckligt kraftigt för att den ska betraktas som hotad. Internationella naturvårdsunionen IUCN listar arten som livskraftig (LC).

## Namn
Fågelns vetenskapliga artnamn hedrar Josefina Charlotte Maria Finsch, född Wychodil, första frun till den tyske ornitologen Friedrich Finsch som beskrev arten. Tidigare kallades den josefinalorikit även på svenska, men tilldelades 2024 ett mer informativt namn av BirdLife Sveriges taxonomikommitté.